# 七公增十一
武仙座4，又名BD+42 2652，HD 142926、SAO 45790、HR 5938，是武仙座的一颗恒星，视星等为5.75，位于銀經67.77，銀緯49.78，其B1900.0坐标为赤經15h 52m 8.5s，赤緯+42° 49.78′ 25″。